# Eric Reynders
Eric Reynders (28 januari 1965) is een Belgisch voormalig voetballer.
Reynders begon te voetballen bij zijn jeugdclub FC Beringen. In 1985 verhuisde Reynders naar Antwerp FC. Reynders speelde er in vier seizoenen 75 wedstrijden. In 1989 ging naar KRC Genk. Hier speelde hij tot 1995. In zes seizoenen speelde hij 84 wedstrijden en scoorde vijf doelpunten. 